# Wissahickon
 (septembre 2023).
Si vous disposez d'ouvrages ou d'articles de référence ou si vous connaissez des sites web de qualité traitant du thème abordé ici, merci de compléter l'article en donnant les références utiles à sa vérifiabilité et en les liant à la section « Notes et références ».
Wissahickon est une communauté américaine du Comté de Philadelphie, en Pennsylvanie. Elle se trouve en banlieue nord de la ville de Philadelphie.

## Bâtiments notables

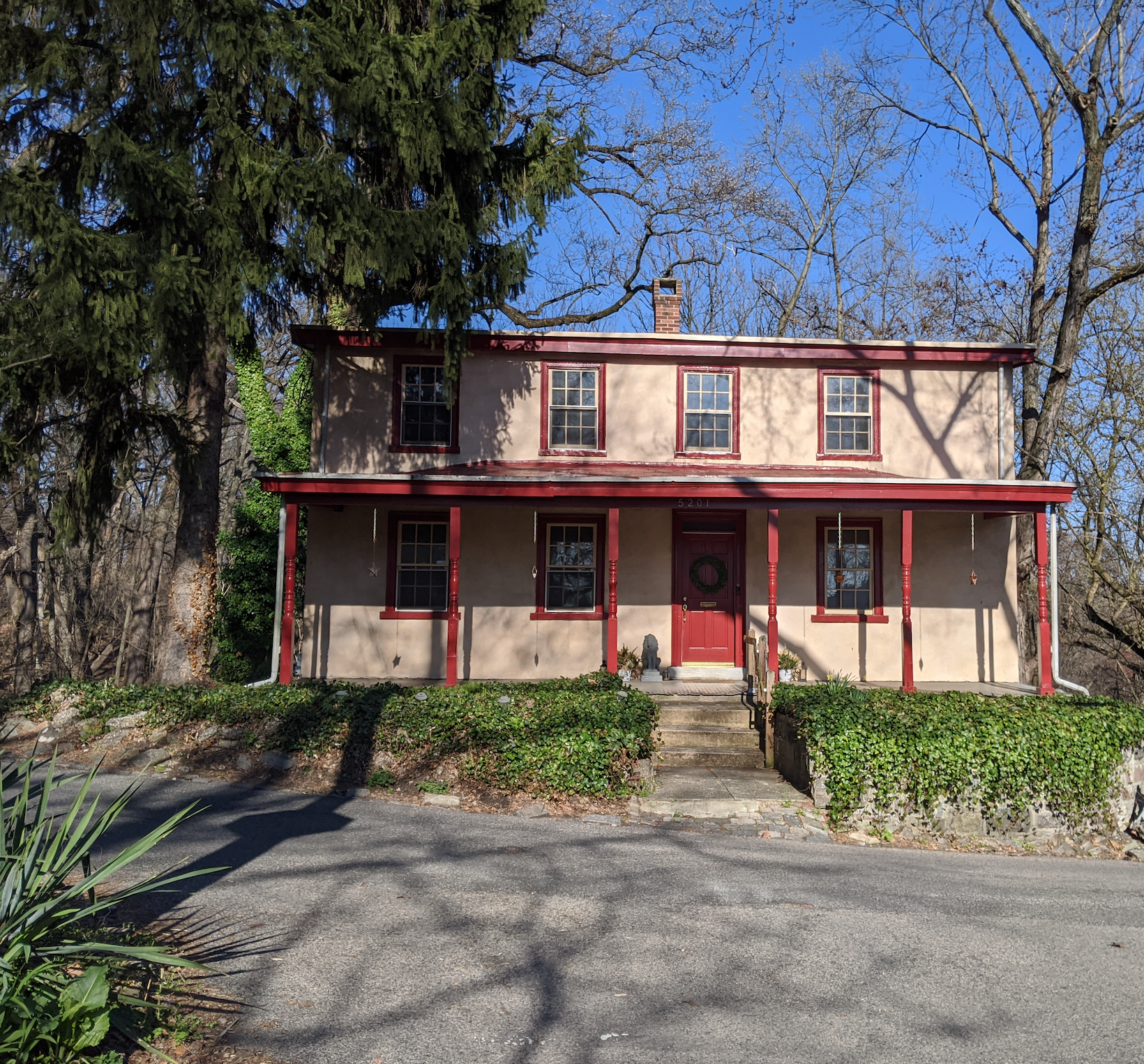
William Paine House, construite vers 1869 et classée depuis 1993.